# Ledeira pulchella
Ledeira pulchella är en insektsart som beskrevs av Irena Dworakowska 1994. Ledeira pulchella ingår i släktet Ledeira och familjen dvärgstritar. Inga underarter finns listade i Catalogue of Life.